# ليندا تشرتش
ليندا تشرتش (بالإنجليزية: Linda Church)‏ هي صحفية أمريكية، ولدت في 12 يونيو 1960.